# کریستین تیبونی
کریستین تیبونی (انگلیسی: Christian Tiboni؛ زادهٔ ۶ آوریل ۱۹۸۸) بازیکن فوتبال اهل ایتالیا است.
از باشگاه‌هایی که در آن بازی کرده‌است می‌توان به باشگاه فوتبال پیزا، باشگاه فوتبال آتالانتا، باشگاه فوتبال هلاس ورونا، باشگاه فوتبال فوجا، باشگاه فوتبال زسکا صوفیه، باشگاه فوتبال اودینزه، باشگاه فوتبال پیاچنزا، باشگاه فوتبال ساسولو، باشگاه فوتبال یو. اس. پرگولیتزه، باشگاه فوتبال رجینا، باشگاه فوتبال آسکولی، باشگاه فوتبال پادوا، و باشگاه فوتبال مونتسا اشاره کرد.
وی همچنین در تیم‌های ملی فوتبال زیر ۱۶ سال ایتالیا، زیر ۱۷ سال ایتالیا، زیر ۱۸ سال ایتالیا، زیر ۱۹ سال ایتالیا، و زیر ۲۰ سال ایتالیا بازی کرده‌است.